# Van Williams (ator)
Van Zandt Jarvis Williams ou Van Williams (Fort Worth, 27 de fevereiro de 1937 — Scottsdale, 28 de novembro de 2016) foi um ator estadunidense.

## Histórico

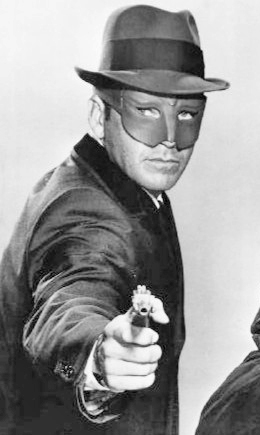
Van Williams como O Besouro Verde na série de televisão de mesmo nome.

Van Williams foi conhecido por sua participação no seriado O Besouro Verde, no qual interpretava o personagem-título.

## Morte
Van Williams morreu em 28 de novembro de 2016, vítima de insuficiência renal, aos 79 anos de idade.

## Filmografia
- 1960 – Tall Story (Até os Fortes Vacilam)
- 1963 – The Caretakers (Almas nas Trevas) ....... Dr. Larry Denning
- 1993 – Dragon: The Bruce Lee Story